# Посолонь (альбом)
«Посоло́нь» — двадцать первый студийный альбом российской рок-группы «Алиса». Выпущен 6 сентября 2019 года. Второй альбом группы, изданный с помощью краудфандинга. На выпуск «Посолони» была собрана рекордная для России сумма — 17,4 млн рублей.
Предыдущий альбом группы «Эксцесс» также был рекордсменом России по сборам в 2016—2018 годах, собрав 11,3 млн рублей.
Релиз получил премию Нашего радио «Чартова дюжина-2020» как лучший альбом года.

Альбом был записан в обновлённом составе: все гитарные партии исполнил новый участник «Алисы» — Павел Зелицкий.

## История создания
К работе над новым материалом музыканты «Алисы» приступили в конце 2016 года, вскоре после выхода предыдущего альбома «Эксцесс».
20 марта 2018 года на официальном сайте «Алисы» появилось сообщение об уходе из группы гитариста Игоря Романова. На его место пришёл молодой гитарист Павел Зелицкий. Позже, комментируя уход Романова, Кинчев сказал, что ему и клавишнику Дмитрию Парфенову не понравился подход Игоря к новому материалу: «работал спустя рукава». Однако сам экс-гитарист с этим не согласился и добавил, что является автором музыки нескольких новых песен.
Первой песней, записанной с Зелицким, стала композиция «Москва». 4 августа 2018 года песня была впервые исполнена на фестивале «Нашествие», а 6 августа была опубликована её студийная версия.
На 19 октября 2018 года был запланирован выход песни «Пуля» с нового альбома, но в связи с терактом в Керчи, произошедшим за 2 дня до этого, Константин Кинчев отменил выход сингла.

В связи с расстрелом детей в Керчи, я считаю категорически неправильным выдавать в эфир песню под названием «Пуля», так что премьера в эфире «Чартовой дюжины» отменяется. Надеюсь на понимание.
— Официальный сайт группы «Алиса»
20 февраля 2019 года был запущен краудфандинговый проект на сайте Planeta.Ru. Однако целью сбора средств была названа возможность заработать, а не собрать средства на новый альбом, в отличие от предыдущего альбома «Эксцесс». 15 апреля были анонсированы название и обложка нового альбома.
15 мая был выпущен второй сингл — «Пуля», выход которого ранее был отменён.
24 июня был опубликован тизер к новому альбому, в котором прозвучал фрагмент титульной песни «Посолонь».
2 сентября завершился проект на Planeta.Ru, и в 12 часов по МСК началась рассылка цифровой версии альбома. 6 сентября альбом был опубликован на многих цифровых площадках.
5 ноября, накануне старта выдачи предзаказанных копий альбома, среди участников проекта был проведён опрос, связанный с обнаруженными опечатками на уже готовых дисках и пластинках в названиях песен — «Окоянные дни», «Акрабаты снов» и «Левша» вместо «Леший». Большинством голосов было решено оставить тираж с опечатками (повторная печать отсрочила бы выдачу ещё на 1,5 месяца).
9 и 16 ноября 2019 года в Санкт-Петербурге и Москве прошли концерты, посвящённые презентации альбома. По итогу столичных выступлений, группа смонтировала небольшой видеоотчёт.
13 февраля на фестивале «Чартова дюжина 2020» «Посолонь» победил в номинации «Альбом».
24 апреля 2020 года группа провела онлайн-презентацию релиза, транслировавшуюся на сервисе Wink.

## Список композиций
Все тексты написаны Константином Кинчевым.
| №                   | Название               | Музыка              | Длительность |
| ------------------- | ---------------------- | ------------------- | ------------ |
| 1.                  | «Посолонь»             | Парфёнов, Кинчев    | 4:37         |
| 2.                  | «Под дождём»           | Кинчев              | 5:43         |
| 3.                  | «Путь держим на Север» | Кинчев              | 4:39         |
| 4.                  | «Половодье»            | Кинчев              | 5:09         |
| 5.                  | «Окаянные дни»         | Кинчев              | 6:13         |
| 6.                  | «Раскол»               | Кинчев              | 5:44         |
| 7.                  | «Пуля»                 | Парфёнов, Кинчев    | 4:09         |
| 8.                  | «Побег»                | Парфёнов, Кинчев    | 3:39         |
| 9.                  | «Эшелон»               | Кинчев, Зелицкий    | 11:12        |
| 10.                 | «Москва»               | Парфёнов, Кинчев    | 6:05         |
| 11.                 | «Леший»                | Кинчев              | 4:27         |
| 12.                 | «Сверх»                | Кинчев              | 6:00         |
| 13.                 | «Акробаты снов»        | Парфёнов, Кинчев    | 4:38         |
| 14.                 | «Чудо»                 | Парфёнов, Кинчев    | 4:25         |
| 15.                 | «Март»                 | Кинчев              | 5:48         |
| Общая длительность: | Общая длительность:    | Общая длительность: | 1:22:38      |

## Видеоклип
На песню «Акробаты снов» вышел клип, режиссёр Анна Цуканова-Котт.

## Участники записи
Группа «Алиса»
- Константин Кинчев — вокал, клавишные
- Пётр Самойлов — бас-гитара, бэк-вокал
- Павел Зелицкий — гитара, бэк-вокал
- Дмитрий Парфёнов — клавишные
- Андрей Вдовиченко — барабаны

Приглашённый музыкант
- Сергей Клевенский — флейта, жалейка, калюка (5)

Оформление
- Лука Панфилов[2] — художник
- М. Бурлацкий, И. Кобяков, Д. Локтев — фото
- Д. Дурова — дизайн

Производство
- Константин Кинчев — продюсер
- Дмитрий Парфёнов — запись и сведение на студии «КГ Звук» (Санкт-Петербург)
- Андрей Алякринский — запись на студии «КГ Звук», сведение на студии «Добролёт» (Санкт-Петербург)
- Юрий Шлапаков — запись на студии «КГ Звук» (Санкт-Петербург)
- Kai Blankenberg — мастеринг на студии Skyline (Дюссельдорф)